# Mary Hanafin
Mary Hanafin est une femme politique irlandaise, actuelle ministre du Tourisme, de la Culture et des Sports de 2010 à 2011, et auparavant ministre de l'Éducation et des Sciences de 2004 à 2008 puis ministre des Affaires familiales et sociales de 2008 à 2010. Membre du Fianna Fáil, elle en est chef adjointe entre janvier et mars 2011.

## Introduction
Mary Hanafin est née dans la ville de Thurles, dans le comté de Tipperary en 1959, dans une famille qui avait une forte association avec le parti politique populiste Fianna Fáil. Son père, Des Hanafin, est fortement impliqué dans le parti au niveau local et national dans les années 1960, puis comme sénateur siégeant à divers moments pendant plus de vingt-cinq ans de 1969 à 2002. Son frère, John Gerard Hanafin, est également impliqué dans la vie politique nationale et, comme son père avant lui, est membre du Seanad.
Hanafin, fait ses études au couvent de la Présentation Thurles et St. Patrick's College de Maynooth recevant un baccalauréat dès arts. Elle travaille ensuite comme professeur de lycée et d'histoire de l'irlandais dans le Collège dominicain de Blackrock, comté de Dublin. Hanafin également obtenu un diplôme d'études juridiques à l'Institut de Technologie de Dublin.
Hanafin est mariée à Eamon Leahy, un avocat-conseil. Il est mort subitement en 2003.